# Archipel (bande dessinée)
Pour les articles homonymes, voir Archipel (homonymie).
Archipel est une série de bande dessinée écrite par Éric Corbeyran et dessinée par Yohan Barabay, qui la met également en couleurs. Ses trois albums ont été publiées entre 2003 et 2007 par Delcourt.

## Albums
- Delcourt, collection « Conquistador » :

1. Le Déluge, 2003[1].
2. Les Marchands de sable, 2005[2].
3. Le Dormeur des profondeurs, 2007[3].